# Хэндлинг (кинология)
 Хэндлинг или хендлинг (от англ. handling, в переводе «управление», «обращение») — показ собак на выставках. Человек, показывающий собаку, называется хэндлером (англ. handler) (русский синоним — выводчик).

## Общее понятие
Хэндлинг — искусство показа собак на выставках. Люди, которые выставляют собак, называются хэндлерами. Задача хендлера — максимально эффектно представить собаку в ринге перед экспертом, подчеркнуть индивидуальные достоинства животного, нивелировать недостатки, грамотно продумать стратегию показа на сравнении с другими участниками. Профессиональный хэндлер также занимается ринговой дрессировкой -- подготовкой собаки к выступлению в ринге, обучает правильной выставочной стойке, красивым движениям. Часто хендлеру также приходится готовить шерсть собаки к выставке, для этого он должен знать основы грумминга породы, которую выставляет.

## История
Принято считать, что хэндлинг, как профессия зародился и обрел популярность в США. Первая выставка собак в Америке состоялись 4 июня 1874 года в Чикаго, штат Иллинойс. Самая первая выставка в мире состоялась 28-29 июня в 1859 году Великобритании, в Ньюкасле, на ней могли принимать участие только собаки породы поинтер и сеттер. В 1863 году состоялась первая выставка собак всех пород в Лондоне, Челси.

## Стили хэндлинга
Работа каждого хендлера индивидуальна. Некоторые хендлеры специализируются на показе собак отдельных пород или групп пород, также есть всепородные хендлеры. Задача хэндлера — хорошо знать особенности каждой собаки, с которой он работает, ее анатомические особенности, характер, чтобы суметь наиболее выгодно представить ее судье в ринге. Существует несколько школ хендлинга, они зародились в разных странах мира. Можно выделить несколько стилей показа: английский, американский и немецкий. Мало кто из хендлеров придерживается только одного стиля, так как должен исходить из индивидуальных особенностей конкретной собаки и предпочтений эксперта в ринге.  
- Немецкий хэндлинг, а чаще всего его называют «двойной хэндлинг». Наиболее широко используется в Германии , потому что национальные породы этой страны, такие как немецкие боксёры, немецкие доги, немецкие овчарки, шнауцеры, ротвейлеры и доберманы выставляются при участии второго человека за рингом, который привлекает внимание собаки при помощи еды и игрушек. От этого и название «двойной». Постепенно хэндлеры отходят от этого стиля, так как он все чаще и чаще вызывает недовольство среди экспертов и других экспонентов. Потому что создает суету, обилие громких звуков и перемещения. На выставках международной кинологической федерации FCI двойной хендлинг запрещен, однако многие хендлеры продолжают пользоваться его элементами, несмотря на опасность дисквалификации.
- Американский хэндлинг — самый популярный в мире способ показа. С помощью него можно скрыть недостатки, подчеркнуть достоинства,  со стороны он выглядит наиболее эффектно. Суть заключается в механической постановке собаки в стойку и жесткой фиксации с помощью выставочного поводка (ринговки). Хендлер словно собирает собаку по частям, как конструктор. Это самый сложный и трудоемкий способ показа с точки зрения хендлера, также он может смотреться неестественно, не все эксперты положительно относятся к американскому стилю показа.
- Английский хэндлинг заключается в показе собаки без механической фиксации. Стойка в таком хэндлинге называется «свободной», так как хэндлер не трогает лапы собаки, она сама встает в стойку. Обучение этому также весьма длительное, требует полного контакта с собакой, обоюдного взаимопонимания и интереса со стороны собаки к хэндлеру. Это основной пункт свободного показа — вызвать у собаки интерес, желание работать, а, следовательно, и полное сосредоточение.

Используя любой из стилей показа, хэндлер должен также научить собаку двигаться рысью, спокойно относиться к ощупыванию, осмотру зубов, кобелей к проверке семенников.

## Дресс-код
У профессиональных хендлеров принят дресс-код. У мужчин это классические костюмы, у женщин — юбочный костюм. Традиция выставлять в юбках зародилась в самом начале популяризации хендлинга. Многие придерживаются ее до сих пор.
В настоящее время, многие девушки хэндлеры выставляют в платьях. Хэндлер старается подобрать цвет и длину одежды так, чтобы на ее фоне собака не терялась, а смотрелась наиболее контрастно и ярко. Одежда хэндлера не должна сливаться с окрасом собаки, но и не должна быть настолько яркой, чтобы отвлекать на себя все внимание. Это мешает эксперту проводить экспертизу собаки. Хендлеры стараются подбирать костюмы не только по фасону и цвету, но и по качеству ткани, ведь очень важно, чтобы к нему не прилипала шерсть. Обувь предпочтительно на плоской подошве, не скользкая, не травмо-опасная для лап собаки и удобная, так как приходится много бегать.

## Определение профессионализма в хэндлинге
В США существует официальная организация профессиональных хэндлеров «PHA» (Professional Handlers' Association), с собственным кодексом, которые все члены ассоциации обязаны соблюдать. На данный момент не существует высших учебных заведений, готовящих специалистов по хендлингу. Навыки и умения в профессии передаются от опытных хендлеров к ученикам, проводятся семинары и мастер-классы. Во многих странах существует "Школа юного хендлера".  

## Конкурс «Юный Хэндлер»
Конкурс "юного хендлера" можно назвать одним из видов кинологического спорта. Участвовать могут дети, не достигшие восемнадцати лет. Они соревнуются в двух возрастных категориях: младшей (до 14 лет) и старшей (от 14 до 18 лет). Хотя сравнивает эксперт между собой хендлеров, а не собак, нельзя утверждать, что такой хэндлинг не имеет никакого отношения к показу собаки. Несмотря на то, что в конкурсном ринге собака не может получить место или титул за свою красоту, однако допуск в этот ринг получают только породные собаки, зарегистрированные на выставку. 
В конкурсе оценивается работа юного хэндлера. Основная задача эксперта — выявить наиболее талантливых хэндлеров, способных найти контакт с собакой и грамотно представить её. Эксперт может попросить участников выполнить определенные фигуры: например, Т, Г, 8 и треугольник. Есть определенные правила, по которым юный хенлер должен выполнять задания, например:
- двигаться в таком темпе и на такой скорости, чтобы максимально раскрыть возможности собаки;
- не закрывать собаку или отдельные её стати собой, своей одеждой, прической и т. д.

Побеждает наиболее талантливый участник, с лучшим контактом с собакой. Конкурсы юного хэндлера проходят практически на всех выставках перед финальными рингами. В рамках крупнейших выставок РОССИЯ и ЕВРАЗИЯ конкурсы являются ещё и квалификационными для участия в мировых первенствах.
Раз в году в Англии, в Бирмингеме, проходит одна из самых крупных выставок в мире — Crufts. Кроме обычных породных рингов, где собаки борются за титул, там существует конкурс юного хэндлера, где дети делятся по возрастным группам. Получить квалификацию на участие в этом конкурсе очень тяжело, также как и на участие в породных рингах, поэтому выиграть там очень престижно.
В России существует Школа Юного Хэндлера при Российской кинологической федерации в Москве и Школа Юного Хэндлера при Кеннел-клубе в Санкт-Петербурге. Школы работают по международным правилам. На обучение принимаются дети в возрасте от 9 до 17 лет. Срок обучения девять месяцев, занятия начинаются в сентябре и продолжаются до июня. В период обучения дети изучают основы собаководства и необходимые знания при общении и работе с собакой. Получают теоретические и практические навыки по правильному экспонированию и презентации собак на выставках и конкурсах.

## Конкурс «Сеньор Хэндлер»
Так же существует конкурс «Сеньор Хэндлер», в котором могут принимать участие хэндлеры старше 18 лет. «Сеньор Хэндлер» оценивается аналогично конкурсу «Юный Хэндлер». Преимущественно такие конкурсы проводят в России и Восточной Европе.